# Parlamentsvalet i Storbritannien 2019
Parlamentsvalet i Storbritannien 2019 hölls torsdagen 12 december 2019 för att utse 650 platser i det brittiska underhuset. Valet skedde som brukligt i form av majoritetsval i enmansvalkretsar. Valet var det första som hölls i december sedan 1923.
Beslutet om ett nyval fattades i underhuset den 29 oktober 2019 då 438 ledamöter röstade för och endast 20 röstade emot.

## Kandiderande partier och kandidater
De flesta av kandidaterna som ställde upp i valet tillhörde ett politiskt parti, vilket behövde vara registrerat av Electoral Commission. Kandidater som inte representerade ett parti kunde ställa upp under beteckningen "oberoende" eller utan någon beteckning alls. Runt om i Storbritannien kandiderade 3 415 kandidater som representerade 68 olika politiska partier. Av de 3 415 kandidaterna var 206 stycken oberoende kandidater.

### Nordirland
I Nordirland kandiderade i stort sett andra partier än i resten av Storbritannien. Vissa av de nordirländska partierna är även verksamma i republiken Irland, till exempel Sinn Féin. De intar heller inte sina platser i det brittiska underhuset. Den enda oberoende kandidaten som vann ett mandat i 2017 års parlamentsval, Sylvia Hermon, meddelade före valet att hon inte ställer upp för omval i valkretsen North Down. Totalt sett kandiderar 102 kandidater i Nordirland.

### Valallianser

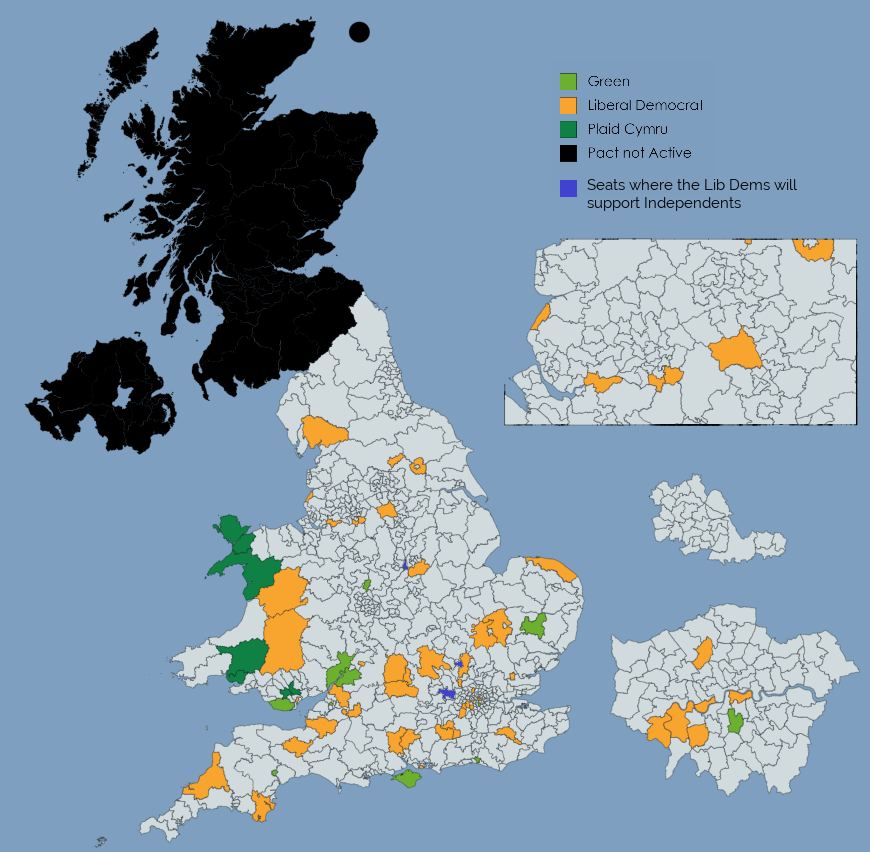
I de färglagda valkretsarna fanns samarbetet Unite to Remain.

Valsamarbeten i Nordirland.

Inför parlamentsvalet valde några partier att inte presentera kandidater i vissa valkretsar för att inte missgynna ett annat parti med en liknande ideologi. Man ville alltså undvika den så kallade spoilereffekten.
Liberaldemokraterna, Green Party och Plaid Cymru bildade inför valet valalliansen Unite to Remain. Syftet var att ena de partierna som hade som mål att stanna kvar i EU. Alliansen betydde i praktiken att i 60 stycken av de 650 valkretsarna så ställde enbart ett av de tre partierna upp en kandidat.
Brexitpartiet ville inför valet bilda en valallians med Konservativa partiet för att öka antalet ledamöter i parlamentet som stödjer Brexit. Detta avfärdades dock av den konservativa partiledaren Boris Johnson. Trots detta valde Brexitpartiet i alla fall att inte presentera några kandidater i de 317 valkretsar som det Konservativa partiet vann i det föregående valet 2017.
Även i Nordirland valde olika partier att inte ställa upp kandidater till förmån för andra partier. Exempelvis valde DUP att inte presentera en kandidat i valkretsen Fermanagh and South Tyrone och UUP att inte ställa upp en kandidat i valkretsen Belfast North för att inte splittra rösterna på partierna som förespråkar unionism. De nationalistiska partierna SDLP och Sinn Féin ingick en allians där SDLP inte ställde upp i Belfast North (till förmån för Sinn Féin) och där Sinn Féin inte ställde upp i Belfast South. Varken SDLP eller Sinn Féin ställde upp i Belfast East och North Down och uppmanade där sina väljare att rösta på Alliance Party. Green Party ställde inte upp kandidater i någon av de fyra valkretsarna i Belfast, medan Alliance Party valde att ställa upp i alla nordirländska valkretsar.

## Partiernas vallöften
Labour lovade före valet att förhandla ett nytt avtal med EU som man sedan vill utlysa en folkomröstning om. Partiet ville öka utgifterna för sjukvården (NHS = National Health Service) med drygt 4 procent av BNP per år och att de privatiseringar som hade skett inom NHS skulle dras tillbaka. Ifall Storbritannien lämnar EU ville man att rättigheter för invandrare skulle omförhandlas. Avgifter för att studera på universitet och högskolor ville partiet avskaffa. Flera privatiserade branscher som järnvägarna, posten, el- och vattenförsörjningen skulle förstatligas. Minimilönen tyckte man skulle höjas till 10 pund i timmen (cirka 110 kr) för alla över 15 år. Finansieringen skulle bland annat ske genom skattehöjningar för dem som tjänar mer än 80 000 pund per år (cirka 880 000 kr) och att de skattesänkningar som genomfördes för företag år 2010 skulle tas tillbaka. Totalt planerade Labour att höja skatteintäkterna med 80 miljarder pund per år.
Konservativa partiet lovade inför valet investeringar inom sjukvården såsom att öka anslagen för sjukvården med 34 miljarder pund per år. Skatterna ville man inte höja de närmaste fem åren, en aviserad sänkning av bolagsskatten ville man slopa. När det gäller skolväsendet lovade partiet att investera mer i musikaliska och idrottsliga aktiviteter. Brexit skulle genomföras, ett nytt handelsavtal med EU skulle vara på plats nästa år och när det gäller invandring vile partiet att ett poängbaserat system införas (likt det som Australien använder idag). Infrastrukturprojekt skulle förverkligas genom att låna 100 miljarder pund under de närmaste fem åren.

## Mediebevakning
Enligt en rapport från Loughborough University fick Konservativa partiet och Labour ungefär lika mycket utrymme i media under valrörelsen. Dock fick Labour genomgående den mest negativa bevakningen av alla partier, medan Konservativa partiet fick den mest positiva bevakningen.

## Opinionsundersökningar
Diagrammet nedan visar resultatet av opinionsundersökningar mellan valet 2017 och valet 2019.

Opinionsundersökningar i Storbritannien.
Konservativa partiet
Labour
Liberaldemokraterna
Brexitpartiet
Scottish National Party & Plaid Cymru
Green Party
Change UK
United Kingdom Independence Party

## Resultat
|  | Konservativa partiet               | Boris Johnson                   | Uxbridge and South Ruislip | 13 966 451 | 43,6 % | 365 | +48 |
|  | Labour Party                       | Jeremy Corbyn                   | Islington North            | 10 269 076 | 32,1 % | 202 | −60 |
|  | Scottish National Party            | Nicola Sturgeon                 | Kandiderade ej             | 1 242 380  | 3,9 %  | 48  | +13 |
|  | Liberaldemokraterna                | Jo Swinson                      | East Dunbartonshire        | 3 696 423  | 11,5 % | 11  | −1  |
|  | Democratic Unionist Party          | Arlene Foster                   | Kandiderade ej             | 244 127    | 0,8 %  | 8   | −2  |
|  | Sinn Féin                          | Mary Lou McDonald               | Kandiderade ej             | 181 853    | 0,6 %  | 7   | ±0  |
|  | Plaid Cymru                        | Adam Price                      | Kandiderade ej             | 153 265    | 0,5 %  | 4   | ±0  |
|  | Social Democratic and Labour Party | Colum Eastwood                  | Foyle                      | 118 737    | 0,4 %  | 2   | +2  |
|  | Green Party of England and Wales   | Siân Berry och Jonathan Bartley | Kandiderade ej             | 865 697    | 2,7 %  | 1   | ±0  |
|  | Alliance Party of Northern Ireland | Naomi Long                      | Belfast East               | 134 115    | 0,4 %  | 1   | +1  |
|  | Talmannen                          | Lindsay Hoyle                   | Chorley                    | 26 831     | 0,1 %  | 1   | ±0  |
|  | Brexitpartiet                      | Nigel Farage                    | Kandiderade ej             | 642 323    | 2,0 %  | 0   | ±0  |
|  | Ulster Unionist Party              | Steve Aiken                     | East Antrim                | 93 123     | 0,3 %  | 0   | ±0  |

## Väljargruppers röstbeteende
En analys av företaget Yougov visar på stora demografiska skillnader vid val av parti. När det gäller ålder så röstade människor mellan 18 och 29 mer på Labour medan de konservativa hade en övervikt bland väljare som var minst 40 år gamla. När det kommer till kön sågs det ingen större skillnad mellan män och kvinnor, även om Labour hade en klar övervikt bland kvinnor mellan 18 och 24. Tittar man på socioekonomiska faktorer så hade de konservativa ett större stöd än Labour bland människor med låg utbildningsnivå medan Labour hade sitt starkaste stöd bland människor med hög utbildningsnivå. Yougovs undersökning visar även att de konservativa valdes i mycket stor utsträckning (74%) av väljare som hade röstat för Brexit 2016.